# جورج هنري روس
جورج هنري روس (بالإنجليزية: George Henry Ross)‏ هو سياسي كندي، ولد في 13 يونيو 1878، وتوفي في 26 سبتمبر 1956. حزبياً، نشط في الحزب الليبرالي الكندي. وقد انتخب عضو مجلس الشيوخ الكندي وانتخب عضو مجلس العموم الكندي.